# James Erskine, Lord Grange

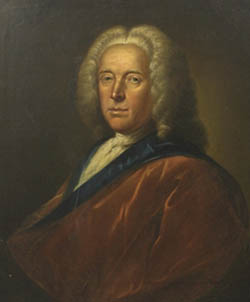
James Erskine, Lord Grange, um 1750

James Erskine, Lord Grange (* 1679; † 24. Januar 1754 in London), war ein schottischer Jurist und Politiker.

## Leben
Er war der zweite Sohn des Charles Erskine, 22. Earl of Mar, aus dessen Ehe mit Lady Mary Maule, Tochter des George Maule, 2. Earl of Panmure.
Er durchlief eine juristische Ausbildung und wurde 1706 als Advokat zugelassen. 1706 wurde er als Lord of Justiciary zum Richter am High Court of Justiciary ernannt und erhielt den Titel Lord Grange. 1710 erhielt er zudem das Richteramt des Lord Justice Clerk am Court of Session.
Er beteiligte sich nicht am Jakobitenaufstand von 1715, bei dem sein älterer Bruder John Erskine, 23. Earl of Mar, eine führende Rolle wahrnahm.
Als strenger Presbyterianer engagierte er sich für den Schutz dieser Kirche vor Bevormundung durch die Regierung oder lokale Grundherren.
1734 legte er seine Richterämter nieder und war von 1734 bis 1741 als Abgeordneter für Clackmannanshire und von 1741 bis 1747 für Stirling Mitglied des britischen House of Commons. Er war zeitweise Privatsekretär des Prince of Wales, bemühte sich jedoch erfolglos um das Amt des Secretary of State for Scotland. Nach seinem Ausscheiden aus dem Parlament praktizierte er wieder als Advokat.

## Ehe und Nachkommen
Er heiratete Rachel Chiesly († 1749), Tochter des John Chiesly, Gutsherr von Dalry. Mit ihr hatte er fünf Söhne und drei Töchter:
- Charles Erskine (1709–1776), Lieutenant-Colonel der British Army, ⚭ Agnes Syme († 1783);
- John Erskine (* 1711; † jung);
- James Erskine († 1775), ⚭ 1740 Lady Frances Erskine, Erbtochter des John Erskine, 23. Earl of Mar;
- Francis Erskine (* 1716; † jung);
- Very Rev. John Erskine (* 1720), Dekan von Cork;
- Mary Erskine (1714–1772), ⚭ 1729 John Keith, 3. Earl of Kintore;
- Jean Erskine (* 1717), ⚭ Mr. Cox;
- Rachel Erskine (1719–1793).